# Cantón de Bléré

Ubicación del cantón de Bléré en Indre y Loira

El cantón de Bléré es un distrito electoral francés situado en el departamento de Indre y Loire y la región Centre-Val de Loire . Tras la redistribución de distritos cantonales de 2014, se reorganizan los límites territoriales del cantón. El número de municipios del cantón aumentó de 16 a 17.

## Composición
Actualmente se compone de las siguientes comunas:
1. Athée-sur-Cher
2. Azay-sur-Cher
3. bleré
4. Céré-la-Ronde
5. Chenonceaux
6. Chisseaux
7. Cigogne
8. Civray-de-Touraine
9. Cormery
10. Courçay
11. La Croix-en-Touraine
12. Dierre
13. Épeigné-les-Bois
14. Francueil
15. Luzillé
16. Saint-Martin-le-Beau
17. Sublaines

## Demografía

### Demografía desde 2015
En 2020, el cantón tenía 26 444 habitantes, un aumento del 0,96 % con respecto a 2014.
| 2013   | 2018   | 2020   |
| ------ | ------ | ------ |
| 26 088 | 26 330 | 26 444 |